# Vojaški ataše
Vojaški ataše je ataše, ki deluje na področju kopenske vojske in je podrejen obrambnemu atašeju.
Vojaški ataše skrbi za vojaško sodelovanje med kopenskima vojskama obeh državama, spremlja vojaški razvoj države gostiteljice, ...